# Атланта Хоукс
„Атланта Хоукс“ е професионален баскетболен клуб от Атланта. Неговият отбор се състезава в Югоизточната дивизия на Източната конференция в НБА. Отборът е печелил веднъж шампионската титла на НБА през 1958 г.

## История
Отборът е основан през 1946 г., първоначално в Бъфало. Само след 13 изиграни мача през първия му сезон е преместен в Молийн, Илинойс. През 1951 г. отново се мести, този път в Милуоки, където играе в следващите 4 сезона. През този период успяват да привлекат в състава си един от най-великите играчи за всички времена - Боб Петит, но въпреки това продължават да са сред най-слабите отбори в Лигата.
През 1955 г. се местят за пореден път, този път в Сейнт Луис и там изиграват най-добрите си сезони в НБА. През 1957 достигат своя първи Финал в НБА, но го губят от Бостън Селтикс. На следващата година отново достигат до Финалите срещу същия съперник, но този път взимат реванш и печелят първата си и единствена титла с 4:2 победи. Боб Петит бележи в решителната шеста среща 50 точки. През 1960 и 1961 г. отново играят епични финали срещу Селтикс, но губят и двата.
През 1968 г. е продаден на магната търговец на недвижими имоти Том Къзънс и е преместен в Атланта.
През сезон 2014/15 след страхотен сезон отборът печели за 5-и път Югоизточната дивизия, като за първи път от сезон 2004/05 титлата на дивизията на е спечелена от Маями Хийт или Орландо Меджик.

## Успехи
- Шампион на Югоизточната дивизия – 6 пъти (1970, 1980, 1987, 1994, 2015, 2021)
- Шампион на Западната Конференция – 4 пъти (1957, 1958, 1960, 1961)
- Шампион на НБА – 1 път (1958)